# بل ۲۱۲
بل ۲۱۲ (به انگلیسی: Bell 212) گونه‌ای بالگرد چندمنظوره آمریکایی است که شرکت بل کار توسعه، ساخت و طراحی آن را انجام داده و نخستین نمونه آن نیز در سال ۱۹۶۸ میلادی به پرواز درآمد. این بالگرد هم برای مقاصد نظامی و هم برای مقاصد تجاری تولید شده و نوع دوموتوره بالگرد به یواچ-۱ ایروکوای معروف است که در دهه ۱۹۶۰ بالگرد اصلی نیروهای مسلح ایالات متحده بود.
شرکت بل به سفارش ارتش کانادا بل ۲۱۲ را بر مبنای بدنهٔ بزرگترشدهٔ بل ۲۰۵ طراحی کرد. در سال ۱۹۷۱ نخستین بل ۲۱۲ها شامل پنجاه فروند به کانادا تحویل داده شده و در همین سال آمریکایی‌ها هم سفارش تولید ۲۹۴ فروند از این بالگرد را به شرکت بل ارائه کردند. این بالگرد ابتدا در کارخانهٔ شهر فورت وورث تگزاس شرکت بل تولید می‌شد اما از سال ۱۹۸۸ خط تولید آن به شهر میرابل در کانادا منتقل شد. ضمن اینکه شرکت بالگردسازی ایتالیایی آگوستا نیز تحت لیسانس بل به تولید این بالگرد اقدام می‌کند.
در درون این بالگرد پانزده صندلی وجود دارد که یکی صندلی خلبان و چهارده صندلی دیگر برای مسافران می‌باشد. در حالت حمل بار نیز گنجایش درونی این بالگرد، به اندازه ۶٫۲۳ متر مکعب است. ظرفیت بار خارجی این بالگرد که می‌تواند آن را حمل کند، چیزی در حدود ۲٬۲۶۸ کیلوگرم است.
در ارتش ایالات متحده این بالگرد با نام یواچ-۱ان تواین هویی شناخته شده و از نام بل ۲۱۲ در اشاره به نوع غیرنظامی استفاده می‌شود. اما شرکت آگوستا نوع نظامی این بالگرد را هم با نام بل ۲۱۲ عرضه می‌کند. ارتش ایران هم در دوره حکومت پهلوی بل ۲۱۲های تولید ایتالیا را خریداری کرده بود و نوع نظامی این بالگرد هم در ایران به نام بل ۲۱۲ معروف است.
بل ۲۱۲ در جنگ‌های متعددی از جمله جنگ ویتنام، جنگ فالکلند، جنگ ایران و عراق، جنگ آزادسازی کویت، و جنگ ۲۰۰۳ عراق شرکت داشته است. بالگردهای بل ۲۱۲ برای ماموریت‌های نظامی همچون حمل‌ونقل تاکتیکی، عملیات جستجو و نجات و ایفای نقش آمبولانس پرنده، عملیات‌های شناسایی، و پشتیبانی نزدیک هوایی استفاده می‌شود. این بالگرد را می‌توان برای ماموریت‌های جنگی مسلح به سلاح‌هایی همچون پرتابگرهای راکت هوابه‌زمین هیدرا ۷۰، غلاف‌های تیربار سنگین ۱۲٫۷ م‌م، چندمنظوره ۷٫۶۲م‌م و مینی‌گان ۷٫۶۲م‌م مجهز کرد.
شرکت آگوستا به سفارش ترکیه نوعی از این بالگرد را مخصوص جنگ الکترونیکی تولید کرده که با نام آگوستا-بل آب ۲۱۲ ۱۲۱ئی‌دبلیو شناخته می‌شود. مدل ضد زیردریایی و ضد کشتی این بالگرد هم آگوستا-بل آب ۲۱۲ ۱۲۱اِی اِس‌ دبلیو نام دارد که نیروهای دریایی کشورهای ایران، اسپانیا، ایتالیا، یونان، پرو، ترکیه و ونزوئلا آن را خریداری کرده‌اند. در این مدل یک آنتن رادار بزرگ و کاملاً مشخص بر روی کابین خلبان قرار گرفته و بالگرد به یک سونار هم مجهز می‌شود که با استفاده از یک چنگک آن را به داخل آب فرو می‌برد. در این نوع تجهیزاتی برای اخلال الکترونیکی و فرود بر روی کشتی‌ها هم نصب شده و تقویت‌های ساختاری برای تحمل وزن سنگین‌تر و پیش‌بینی‌هایی برای محافظت در مقابل فرسایش صورت گرفته است. ترکیب جنگ‌افزارهای قابل استفاده این بالگرد هم شامل دو اژدر ام‌کی ۴۴ یا ام‌کی ۴۶ یا دو خرج عمقی برای نبرد با زیردریایی‌های دشمن و و چهار موشک هوابه‌سطح هدایت سیمی اِی اِس. ۱۲ برای جنگ با کشتی‌ها و شناورهای سطحی می‌شود

## حوادث قابل‌توجه
۱۹۸۲ سقوط بالگرد بل ۲۱۲ بریستو: در ۱۴ سپتامبر ۱۹۸۲، در عملیات تخلیه پزشکی که توسط بالگرد بریستو انجام می‌شد، در ساعات اولیه صبح در اثر باران شدید و دید ضعیف بر فراز دریای شمال سقوط کرد. هر شش خدمه سرنشین بالگرد زمانی که بالگرد آنها در نزدیکی سکوی مورچیسون در دریا سقوط کرد و در حال تلاش برای یافتن کشتی لرزه‌نگاری بافین سیل بود، جان باختند.
سانحه سقوط بالگرد ورزقان: در روز ۳۰ اردیبهشت ماه سال ۱۴۰۳ در حدود ساعت سیزده و سی دقیقه و در مسیر بازگشت از افتتاح سد مرزی (قیز قلعه سی) دو کشور ایران و جمهوری آذربایجان در محدوده جنگل دیزمار آذربایجان شرقی شهرستان ورزقان و جلفا، یک فروند بالگرد Bell 212 حامل سید ابراهیم رئیسی رئیس‌جمهور ایران، سید محمدعلی آل‌هاشم امام جمعه تبریز، حسین امیرعبداللهیان وزیر امور خارجه، مالک رحمتی استاندار آذربایجان شرقی و چند تن دیگر از همراهان او که در این بالگرد بودند، به علت شرایط نامساعد آب و هوایی و مه شدید هوا، بالگرد به کوه برخورد کرده و منهدم شد که در نتیجه آن تمامی سرنشینان آن کشته شدند.

## مشخصات (Bell 212)
خصوصیات عمومی
- خدمه: ۱ نفر (دو نفر برای عملیات IFR)
- ظرفیت: ۱۴ مسافر
- طول: ۵۷ فوت ۱٫۶۸ اینچ (۱۷٫۴۱۶۳ متر)
- ارتفاع: ۱۲ فوت ۶٫۸۳ اینچ (۳٫۸۳۱۱ متر)
- وزن خالی: ۶۵۲۹ پوند (۲۹۶۲ کیلوگرم)
- حداکثر وزن برخاست: ۱۱۲۰۰ پوند (۵۰۸۰ کیلوگرم)
- نیروگاه: ۱ × موتور توربوشفت کوپل شده پرت اند ویتنی کانادا PT6T-3 یا -3B، 1800 shpt (۱۳۰۰ کیلووات) (TwinPac)
- قطر روتور اصلی: ۴۸ فوت ۰ اینچ (۱۴٫۶۳ متر)
- مساحت روتور اصلی: ۱۸۰۹٫۵ فوت مربع (۱۶۸٫۱۱ متر مربع)
- بخش تیغه: ریشه: NACA 0010.8 ; نکته: NACA 0005.4 mod

کارایی
- سرعت کروز: 100 kn (۱۲۰ مایل در ساعت، ۱۹۰ کیلومتر در ساعت)
- هرگز از سرعت تجاوز نکنید : 120 kn (۱۴۰ مایل در ساعت، ۲۲۰ کیلومتر در ساعت)
- برد: ۲۳۷ نانومیل (۲۷۳ مایل، ۴۳۹ کیلومتر)
- سقف خدمات: ۱۷۴۰۰ فوت (۵۳۰۰ متر)
- سرعت صعود: ۱۷۴۵ فوت در دقیقه (۸٫۸۶ متر بر ثانیه)
- بارگذاری دیسک: ۶٫۱۹ پوند بر فوت مربع (۳۰٫۲ کیلوگرم بر متر

## اپراتورها

### اپراتورهای مدنی و دولتی
بل ۲۱۲ توسط بسیاری از اپراتورهای خصوصی و تجاری مورد استفاده قرار می‌گیرد، به ویژه در صنایع نفت و برای استفاده در اجرای قانون محبوبیت دارد.
🇨🇦کانادا
- گارد ساحلی کانادا - اپراتور سابق شش ۲۱۲

🇧🇩بنگلادش
- نیروی هوایی بنگلادش دارای ۱۴ بل ۲۱۲ است

🇧🇦بوسنی و هرزگوین
- آژانس تحقیقات و حفاظت دولتی

🇭🇷کرواسی
- پلیس کرواسی

🇨🇴کلمبیا
- پلیس ملی کلمبیا

🇬🇱گرینلند
- هوا گرینلند

🇮🇷ایران
- نیروی هوایی جمهوری اسلامی ایران

🇯🇵ژاپن
- گارد ساحلی ژاپن

🇲🇰مقدونیه شمالی
- پلیس مقدونیه شمالی

🇷🇸صربستان
- پلیس صربستان

🇸🇮اسلوونی
- پلیس ملی اسلوونی

🇹🇭تایلند
- سلطنتی تایلند

🇺🇸ایالات متحده
- اداره کلانتری شهرستان سن برناردینو
- سازمان آتش‌نشانی سن دیگو

## انواع
- بل مدل ۲۱۲ - نام شرکت بل هلیکوپتر برای UH-1N.
- Twin Two-Twelve - نسخه حمل و نقل ابزار شهری. می‌تواند تا ۱۴ مسافر را حمل کند.
- Agusta-Bell AB 212 - نسخه حمل و نقل عمومی یا نظامی. تحت لیسانس در ایتالیا توسط آگوستا ساخته شده است.
- Agusta-Bell AB.212ASW - نوع ضد زیردریایی AB.212
- بل مدل ۴۱۲ - بل ۲۱۲ با سیستم روتور نیمه صلب چهار پره.
- Eagle Single - Bell 212 به پیکربندی تک موتوره تبدیل شده است. تولید شده توسط Eagle Copters از کلگری، آلبرتا، کانادا، با استفاده از موتور Lycoming T5317A, T5317B، یا T5317BCV.

## توسعه
| بیشتر بدانید این بخش به نقل قول‌های اضافی برای تأیید نیاز دارد. (دسامبر ۲۰۱۹) |

بر اساس بدنه کشیده Bell 205، Bell 212 در ابتدا برای نیروهای کانادایی به عنوان CUH-1N توسعه یافت و بعداً با نام CH-135 دوباره طراحی شد. نیروهای کانادایی ۵۰ فروند از ماه مه ۱۹۷۱ تحویل گرفتند. در همان زمان، خدمات نظامی ایالات متحده ۲۹۴ فروند بل ۲۱۲ را با نام UH-1N سفارش داد.
تا سال ۱۹۷۱، بل ۲۱۲ برای کاربردهای تجاری توسعه یافته بود. یکی از اولین موارد استفاده از این نوع در هوانوردی غیرنظامی توسط هلیکوپتر سرویس AS نروژ بود که برای پشتیبانی از حفاری دریایی استفاده می‌شد. به ویژه در بخش فراساحلی محبوبیت پیدا کرد زیرا برای کار در شرایط آب و هوایی حاشیه ای گواهی نامه دریافت کرده بود. امروزه، ۲۱۲ را می‌توان در عملیات چوب بری، نجات دریایی و تأمین مجدد در قطب شمال در خط هشدار اولیه دور یا سیستم هشدار شمال یافت.
۲۱۲ توسط Pratt & Whitney Canada PT6T -3 Twin-Pac ساخته شده از دو توربین قدرت PT6 جفت شده که یک گیربکس مشترک را هدایت می‌کنند، نیرو می‌گیرد. آنها قادر به تولید تا 1800 shpt (۱۳۴۲ کیلو وات) هستند. در صورت خرابی یک بخش برق، بخش باقیمانده می‌تواند ۹۰۰ اسب بخار (۶۷۱ کیلووات) را به مدت ۳۰ دقیقه یا ۷۶۵ اسب بخار (۵۷۱ کیلووات) به‌طور مداوم تحویل دهد و ۲۱۲ را قادر می‌سازد تا عملکرد کروز را در حداکثر وزن حفظ کند.
۲۱۲های اولیه که با یک بسته قوانین پرواز ابزاری (IFR) پیکربندی شده بودند، باید دارای یک باله بزرگ و بسیار واضح به سقف هواپیما، در بالا و کمی پشت کابین خلبان باشند. این باله در ابتدا برای تغییر عملکرد چرخش هواپیما در طول مانورهای پیچیده پرواز با ابزار ضروری تشخیص داده شد، اما به دلیل مقررات تجدید نظر شده گواهی نوع دیگر مورد نیاز نیست. بسیاری از هواپیماها هنوز با این اصلاح پرواز می‌کنند.
در سال ۱۹۷۹، با خرید ۸ فروند هلیکوپتر توسط اداره هوای غیرنظامی، ۲۱۲ اولین هلیکوپتر آمریکایی فروخته شده در جمهوری خلق چین شد.
تعیین‌کننده ICAO برای این هواپیما همان‌طور که در برنامه پرواز استفاده می‌شود "B212" است. بل مدل ۲۱۲ را با Bell 412 توسعه داد. تفاوت عمده در روتور اصلی چهار پره مرکب است. آخرین بل ۲۱۲ در سال ۱۹۹۸ تحویل داده شد

## بیشتر خواندن
- شعار، کریستوفر. هلیکوپترهای جنگی قرن بیستم. کتاب‌های گراهام بیهگ، کرایست چرچ، دورست، انگلستان (۱۹۹۶).
- دیبای، ایو. هلیکوپترهای رزمی، فرانسه: تاریخچه و مجموعه‌ها (۱۹۹۶).
- موتزا، وین. UH-1 Huey در رنگ‌ها. Carrollton, TX: Squadron Signal. شابک ۰-۸۹۷۴۷-۲۷۹-۹.